# Amelia di Hannover
Amelia di Hannover (Windsor, 7 agosto 1783 – Windsor, 2 novembre 1810) fu un membro della famiglia reale britannica.

## Biografia

### Infanzia e gioventù
La principessa Amelia nacque il 7 agosto 1783 nella Royal Lodge di Windsor, ultima dei quindici figli di re Giorgio III del Regno Unito e della regina Carlotta; era la favorita del padre, che usava chiamarla Emily. In quanto figlia del monarca, fin dalla nascita ella si fregiava del titolo e trattamento di sua altezza reale la principessa Amelia.

### Relazione inappropriata
Amelia e le sue sorelle (Carlotta, Augusta Sofia, Elisabetta, Maria e Sofia) erano iper-protette dai genitori e isolate dal mondo esterno alla famiglia; così erano molto ristrette le possibilità di incontrare degli idonei pretendenti alla loro mano della loro età.
Nel 1803 Amelia si innamorò di Sir Charles FitzRoy, un equerry (titolo equivalente, circa, a quello di scudiero) di ventuno anni più vecchio di lei, figlio di Charles FitzRoy, 1º barone Southampton. La regina venne a conoscenza della questione da un servo, ma decise di chiudere un occhio, nella speranza che tale discrezione avrebbe impedito che il re venisse a conoscenza del rapporto, cosa che, se scoperta, avrebbe potuto causargli una crisi della sua malattia mentale, come purtroppo avveniva sempre più spesso. Amelia sapeva che non avrebbe mai potuto sposare legalmente il suo amato a causa delle disposizioni del Royal Marriages Act approvato dal Parlamento della Gran Bretagna, almeno finché non avesse raggiunto i venticinque anni d'età, dopo i quali avrebbe potuto ricevere il permesso dal Consiglio privato di sua maestà.

### Malattia
La principessa Amelia godette di buona salute fino all'età di quindici anni, quando scrisse che «Vorrei che il vento calasse. Urta i timpani delle mie orecchie». Più tardi quello stesso anno iniziò ad accusare i primi sintomi di quella che si rivelò essere tubercolosi. Nel 1808 ebbe un attacco di morbillo e l'atmosfera piuttosto depressa che regnava a casa sua contribuì a rendere la situazione ancora più spiacevole per la principessa. Re Giorgio, in grande apprensione per la figlia, decise di inviare Amelia a Weymouth per una sessione di cure marittime assieme alla sorella Maria; la sua salute migliorò solo di poco, ma apprezzò molto il riposo che trovò in villeggiatura. Nel 1809 poté occasionalmente fare delle brevi passeggiate in giardino, ma questo miglioramento fu solo temporaneo; infatti l'anno seguente le sue sofferenze aumentarono nuovamente, fino a che, in ottobre, venne colpita da erisipela che distrusse tutte le speranze per la sua vita e la confinò a letto. Il re radunava i dottori della figlia ogni mattina alle 7 e tre o quattro altre volte durante la giornata, chiedendo accurate informazioni circa le condizioni della principessa. Amelia, morente, creò per il padre un anello da lutto, composto di una ciocca dei suoi capelli, messa sotto cristallo, e contornata da diamanti. Morì nel giro di pochi giorni, accudita fino alla fine dalla sorella preferita, la principessa Maria, duchessa di Gloucester ed Edimburgo.
Suo fratello maggiore, il futuro re Giorgio IV, fu il suo padrino al battesimo e si dice che abbia richiesto per sé la maschera funebre di Amelia.

### Dopo la morte
Dopo la morte di Amelia, George Villiers, balivo del re e fratello minore di Thomas Villiers, 2º conte di Clarendon, tentò di ricattare il re e la regina con delle lettere appartenenti alla principessa, dopo la sparizione di 280 000 sterline sotto il suo controllo. Villiers fu il padre del diplomatico e statista George Villiers, 4º conte di Clarendon.
La morte di Amelia portò la malattia di re Giorgio III a peggiorare, fino a decadere in un'infermità mentale, che portò ad instaurare la reggenza nel 1811. Amelia venne tumulata nella cripta reale della cappella di San Giorgio, al castello di Windsor.

## Titoli nobiliari e stemma

### Titoli
- 7 agosto 1783 – 2 novembre 1810: Sua Altezza Reale La Principessa Amelia

### Stemma
A partire dal 1789, in quanto figlia del sovrano, Amelia poté utilizzare lo stemma del regno, differenziato attraverso un nastro d'argento a tre punte, quella centrale recante una rosa rossa, le due esterne con un cuore rosso.

## Antenati
|                                                 |                                            |                                               | Genitori                                         |  |  | Nonni |  |  | Bisnonni                 |  |  | Trisnonni               |  |
|                                                 |                                            |                                               |                                                  |  |  |       |  |  | Giorgio II d'Inghilterra |  |  | Giorgio I d'Inghilterra |  |
|                                                 |                                            |                                               |                                                  |  |  |       |  |  | Giorgio II d'Inghilterra |  |  | Giorgio I d'Inghilterra |  |
|                                                 |                                            | Sofia Dorotea di Celle                        |                                                  |  |  |       |  |  | Giorgio II d'Inghilterra |  |  |                         |  |
| Federico di Hannover                            |                                            |                                               |                                                  |  |  |       |  |  | Giorgio II d'Inghilterra |  |  |                         |  |
|                                                 |                                            | Carolina di Brandeburgo-Ansbach               | Giovanni Federico di Brandeburgo-Ansbach         |  |  |       |  |  |                          |  |  |                         |  |
|                                                 |                                            | Carolina di Brandeburgo-Ansbach               | Giovanni Federico di Brandeburgo-Ansbach         |  |  |       |  |  |                          |  |  |                         |  |
|                                                 |                                            | Carolina di Brandeburgo-Ansbach               | Eleonora Erdmuthe di Sassonia-Eisenach           |  |  |       |  |  |                          |  |  |                         |  |
| Giorgio III d'Inghilterra                       |                                            | Carolina di Brandeburgo-Ansbach               |                                                  |  |  |       |  |  |                          |  |  |                         |  |
|                                                 |                                            | Federico II di Sassonia-Gotha-Altenburg       | Federico I di Sassonia-Gotha-Altenburg           |  |  |       |  |  |                          |  |  |                         |  |
|                                                 |                                            | Federico II di Sassonia-Gotha-Altenburg       | Federico I di Sassonia-Gotha-Altenburg           |  |  |       |  |  |                          |  |  |                         |  |
|                                                 |                                            | Federico II di Sassonia-Gotha-Altenburg       | Maddalena Sibilla di Sassonia-Weissenfels        |  |  |       |  |  |                          |  |  |                         |  |
| Augusta di Sassonia-Gotha-Altenburg             |                                            | Federico II di Sassonia-Gotha-Altenburg       |                                                  |  |  |       |  |  |                          |  |  |                         |  |
|                                                 |                                            | Maddalena Augusta di Anhalt-Zerbst            | Carlo Guglielmo di Anhalt-Zerbst                 |  |  |       |  |  |                          |  |  |                         |  |
|                                                 |                                            | Maddalena Augusta di Anhalt-Zerbst            | Carlo Guglielmo di Anhalt-Zerbst                 |  |  |       |  |  |                          |  |  |                         |  |
|                                                 |                                            | Maddalena Augusta di Anhalt-Zerbst            | Sofia di Sassonia-Weissenfels                    |  |  |       |  |  |                          |  |  |                         |  |
| Amelia di Hannover                              |                                            | Maddalena Augusta di Anhalt-Zerbst            |                                                  |  |  |       |  |  |                          |  |  |                         |  |
|                                                 | Adolfo Federico II di Meclemburgo-Strelitz | Adolfo Federico I di Meclemburgo-Schwerin     |                                                  |  |  |       |  |  |                          |  |  |                         |  |
|                                                 | Adolfo Federico II di Meclemburgo-Strelitz | Adolfo Federico I di Meclemburgo-Schwerin     |                                                  |  |  |       |  |  |                          |  |  |                         |  |
|                                                 | Adolfo Federico II di Meclemburgo-Strelitz | Maria Caterina di Brunswick-Wolfenbüttel      |                                                  |  |  |       |  |  |                          |  |  |                         |  |
| Carlo Ludovico Federico di Meclemburgo-Strelitz | Adolfo Federico II di Meclemburgo-Strelitz |                                               |                                                  |  |  |       |  |  |                          |  |  |                         |  |
|                                                 |                                            | Cristiana Emilia di Schwarzburg-Sondershausen | Cristiano Guglielmo di Schwarzburg-Sondershausen |  |  |       |  |  |                          |  |  |                         |  |
|                                                 |                                            | Cristiana Emilia di Schwarzburg-Sondershausen | Cristiano Guglielmo di Schwarzburg-Sondershausen |  |  |       |  |  |                          |  |  |                         |  |
|                                                 |                                            | Cristiana Emilia di Schwarzburg-Sondershausen | Antonia Sibilla di Barby-Muhlingen               |  |  |       |  |  |                          |  |  |                         |  |
| Carlotta di Meclemburgo-Strelitz                |                                            | Cristiana Emilia di Schwarzburg-Sondershausen |                                                  |  |  |       |  |  |                          |  |  |                         |  |
|                                                 |                                            | Ernesto Federico I di Sassonia-Hildburghausen | Ernesto di Sassonia-Hildburghausen               |  |  |       |  |  |                          |  |  |                         |  |
|                                                 |                                            | Ernesto Federico I di Sassonia-Hildburghausen | Ernesto di Sassonia-Hildburghausen               |  |  |       |  |  |                          |  |  |                         |  |
|                                                 |                                            | Ernesto Federico I di Sassonia-Hildburghausen | Sofia Enrichetta di Waldeck                      |  |  |       |  |  |                          |  |  |                         |  |
| Elisabetta Albertina di Sassonia-Hildburghausen |                                            | Ernesto Federico I di Sassonia-Hildburghausen |                                                  |  |  |       |  |  |                          |  |  |                         |  |
|                                                 |                                            | Sofia Albertina di Erbach-Erbach              | Giorgio I di Erbach-Erbach                       |  |  |       |  |  |                          |  |  |                         |  |
|                                                 |                                            | Sofia Albertina di Erbach-Erbach              | Giorgio I di Erbach-Erbach                       |  |  |       |  |  |                          |  |  |                         |  |
|                                                 |                                            | Sofia Albertina di Erbach-Erbach              | Amalia Caterina di Waldeck-Eisenberg             |  |  |       |  |  |                          |  |  |                         |  |
|                                                 |                                            | Sofia Albertina di Erbach-Erbach              |                                                  |  |  |       |  |  |                          |  |  |                         |  |